# Hoàng Hạnh
Hoàng Thị Hạnh (sinh ngày 31 tháng 12 năm 1992 tại Thái Hòa, Nghệ An) là một người mẫu, á hậu người Việt Nam. Cô là Á hậu 1 cuộc thi Hoa hậu Sắc đẹp Châu Á 2017 và là đại diện của Việt Nam tại cuộc thi Hoa hậu Trái Đất 2019. Hoàng Thị Hạnh cũng là một Vận động viên Taekwondo chuyên nghiệp, cô theo học võ Taekwondo từ năm lớp 8, tham gia thi đấu nhiều giải đấu lớn. Hoàng Thị Hạnh đã giành được 10 huy chương trong sự nghiệp thi đấu võ thuật của mình.

## Sự nghiệp
- 2012, đăng quang cuộc thi Người đẹp làng Vạc [1] đây là cuộc thi nằm trong khuôn khổ Lễ hội làng Vạc 2012 của thị xã Thái Hòa, Nghệ An. Hoàng Thị Hạnh cũng đăng quang Người đẹp làng Sen[2] đây là cuộc thi nằm trong khuôn khổ Lễ hội làng Sen 2012 của tỉnh Nghệ An.
- 2013, tham gia Hoa hậu Các dân tộc Việt Nam và vào Top 18 chung cuộc.
- 2014, tham dự Vietnam's Next Top Model nhưng không có thành tích. Cùng năm, cô còn đạt được thành tích Á khôi 1 Miss Hà Nội Model. Cô tham gia Hoa hậu Việt Nam và dừng chân sau vòng Chung khảo phía Nam.
- 2015, đăng quang Hoa khôi Thời trang Việt Nam. Tham dự Hoa hậu Hoàn vũ Việt Nam và lọt vào Top 45 thí sinh tham gia vòng chung kết.
- 2017, lên ngôi Á hậu 1 Hoa hậu Sắc đẹp Châu Á[3] tại Thái Lan.
- 2019, tham gia chương trình Truyền hình thực tế Cuộc đua kỳ thú[4] được phát sóng trên VTV3. Cô thuộc đội trắng cùng với người mẫu, diễn viên, Nam vương Lương Gia Huy. Cũng trong năm 2019, cô được chọn làm đại diện của Việt Nam tại cuộc thi Hoa hậu Trái Đất. Tuy không góp mặt trong Top 20 nhưng cô đã gây ấn tượng khi giành được Huy chương Vàng Phần thi Trang phục biển (Nhóm Nước), Huy chương Đồng Phần thi trang phục dân tộc (Nhóm Châu Á - Thái Bình Dương) và Hoa hậu Thân thiện (Nhóm Nước).[5].

## Thành tích
- Đăng quang Người đẹp Làng Sen 2012
- Đăng quang Người đẹp Làng Vạc 2012
- Top 18 Hoa hậu Các dân tộc Việt Nam 2013
- Á khôi 1 Hoa khôi Người mẫu Hà Nội 2014.
- Top 39 Vòng Chung khảo phía Nam Hoa hậu Việt Nam 2014
- Đăng quang Hoa khôi Thời trang Việt nam 2015
- Top 45 Hoa hậu Hoàn vũ Việt Nam 2015
- Á hậu 1 Hoa hậu Sắc đẹp Châu Á 2017
- Đại diện Việt Nam tham gia cuộc thi Hoa hậu Trái Đất 2019
  - Giải Nhất Trang phục Biển.
  - Giải ba Hoa hậu Thân thiện
  - Giải ba Trang phục dân tộc

- Top 6 The Amazing Race Vietnam: Cuộc đua kỳ thú 2019 cùng với Nam vuơng Lương Gia Huy